# Vierde Slag om Ieper

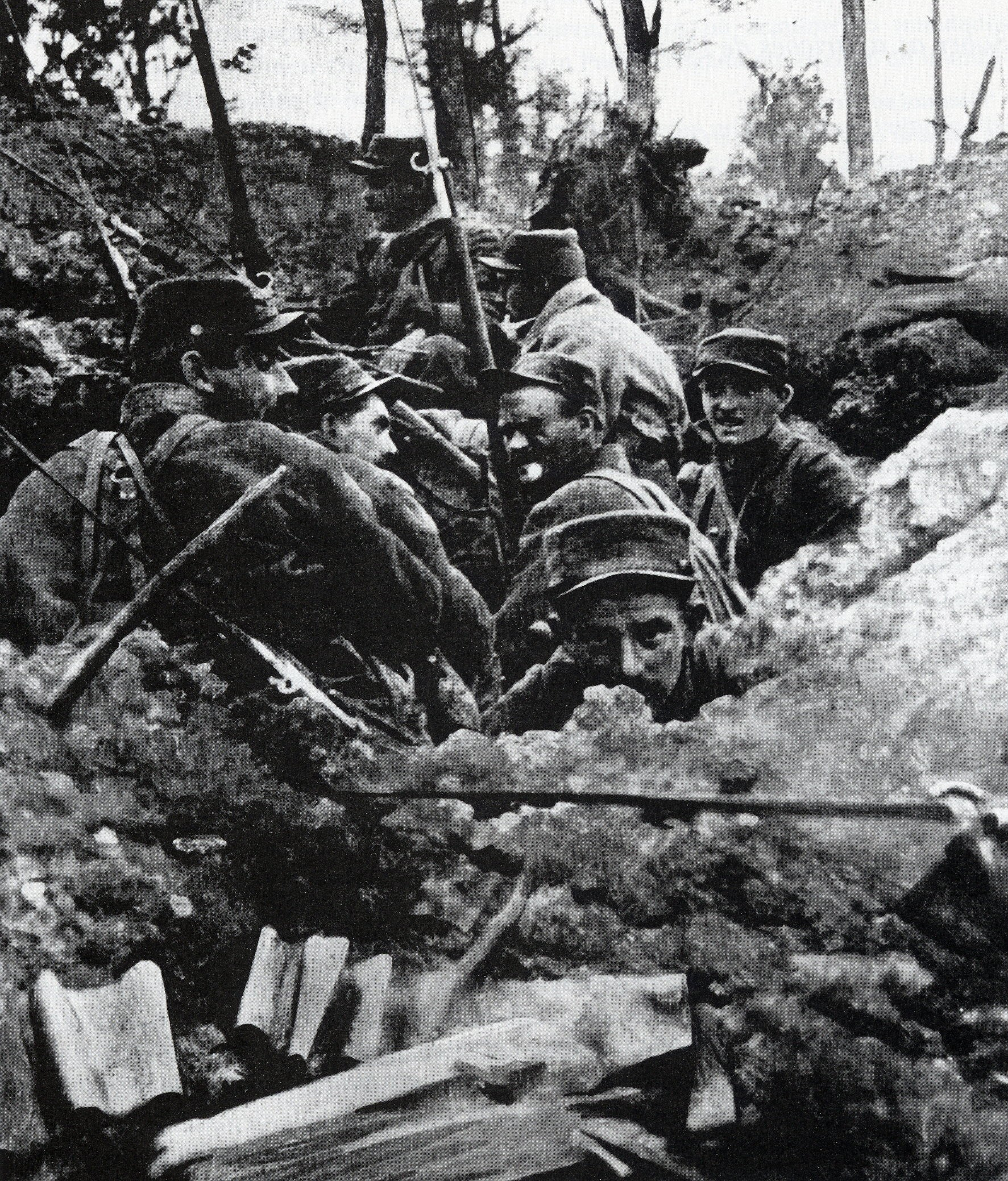
Soldaten in een loopgraaf

De Vierde Slag om Ieper, ook wel de Leieslag genoemd, is een veldslag die werd gevochten in de Eerste Wereldoorlog.
Op 1 maart 1918 bezette het 2e Beierse R.I.R., van generaal-majoor von Dittelberger, Diksmuide. Als oefening voor het Duits lenteoffensief dat gepland werd op Loos-Armentiers door de 1e Beierse Reservedivisie leek het de Duitsers nuttig Diksmuide aan te vallen.
Het probleem voor Duitsers was hoe ze de IJzer moesten oversteken die op dat punt zo'n 12 meter breed is. Ze verzamelden in het Handzame-Kanaal een kleine vloot pramen om het materiaal via het kanaal en dan over de rivier te brengen. Anderen bouwden loopbruggen van planken en vlotters, geholpen door patrouilleboten.
Omdat dit alles onder de ogen van de geallieerden moest gebeuren, zorgde de Duitse artillerie ervoor de vijand in de loopgraven te houden onder leiding van Res-Hauptmann Gombart en Res-Luitenant Eschenbach.
Enkele weken later, op 18 maart, begon de raid op Diksmuide. 's Morgens vroeg, rond 03:00 uur waren de Duitsers klaar voor de aanval. 45 minuten later openden ze het vuur en schoten ze tot 05:00 uur gasgranaten naar de overzijde. Om 03:50 uur werd er bij de geallieerden gasalarm geslagen en beschoten ze tot 07:00 uur de Duitse stellingen. Duitse kanonnen en mortieren vuurden vanaf 05:40 uur op de geallieerden en even later, om 05:52 uur, begonnen ze ook met machinegeweren te schieten. De Duitse aanvalscolonne maakte zich klaar. Enkele minuten later werd het mortiervuur naar voor gelegd als afsluitingsvuur voor de oprukkende Duitsers. Ze staken de IJzer over onder constante beschietingen van de geallieerden.

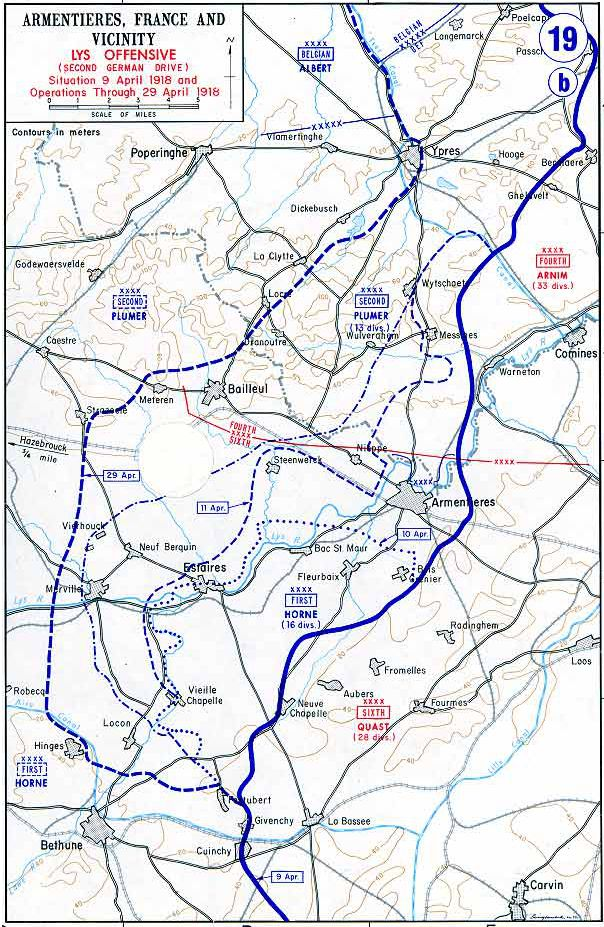
Kaart van het Duitse Leieoffensief

Enkele dagen later, op 21 maart, brak de hel los over het gehele westfront. De Duitse generaal Erich Ludendorff voerde overal bliksemaanvallen om door de geallieerde linies te breken.
Op 12 april sloegen de Duitsers een bres in de Britse linie van ongeveer 48 km, ten zuidwesten van Ieper, nabij Hazebroek. Veldmaarschalk sir Douglas Haig gaf de Britten de opdracht zich niet terug te trekken en het Britse verzet verdedigde zich uit alle macht. Onder leiding van generaal Plumer lukte het hen op 17 april de Duitsers tot staan te brengen langs de Leie en de Duitse poging de Noord-Franse havens te bereiken was mislukt.
De slachting bij de Kemmelberg begon in de ochtend van 25 april. De hele nacht hadden de Duitsers gasgranaten afgevuurd op de geallieerden, terwijl de Fransen hun stellingen met bombardementen vanuit vliegtuigen verdedigden. Om 06:00 uur bestormden de Duitse Alpenjagers de heuvel en de Fransen moesten zich terugtrekken op de Rodeberg en de Scherpenberg.
De Duitse generaal Erich Ludendorff gaf op 29 april het bevel het offensief op het westfront te staken. Maar een maand later, op 27 mei, kwam hij met een volgend offensief Plan Hagen en de Duitsers rukten verder op naar Parijs. Maar enkele dagen later, rond 4 juni, waren zijn troepen aan het eind van hun krachten en moest hij ook dit offensief staken.
Na nog enkele offensieven aan de Marne in Frankrijk was het duidelijk dat de Duitsers aan de verliezende hand waren. En toen op 8 augustus het Geallieerd Eindoffensief van start ging, gaven de Duitsers zich gewillig over.
Op 28 september verlieten de Duitsers Langemark. Ze werden door honderden kanonnen uit het bos van Houthulst gejaagd, waar ze de voorbije vier jaar ingebunkerd zaten.
De geallieerden verjoegen in de daaropvolgende maanden de Duitsers van het westfront en begonnen zelf ook het terrein te verlaten. De Duitsers lieten enorm veel ongebruikte munitie achter, waaronder veel gifgasgranaten. Dit gifgas werd Yperiet genoemd, omdat het voor het eerst op grote schaal werd ingezet nabij Ieper. Maar het was niet, zoals veel geschiedenisboeken vermelden, de eerste inzet in de geschiedenis. Twee dagen voor Ieper werd bij Nieuwpoort voor het eerst mosterdgas ingezet. 
11 november, 11 uur in de ochtend: wapenstilstand. Aan alle offensieven kwam een eind en enkele dagen later begonnen de Duitsers zich terug te trekken uit de Franse en Belgische streken die ze nog hadden bezet.